# Hawley with Minley
Hawley with Minley var en civil parish från 1866 till 1932 då den blev en del av Hawley, Farnborough och Fleet, i grevskapet Hampshire, i England. Civil parish var belägen 20 km från Basingstoke och hade 1 674 invånare år 1931.